# COVAP
La Cooperativa Ganadera del Valle de los Pedroches (COVAP) es una empresa cooperativa española dedicada a la producción y comercialización de productos ganaderos. Fue fundada en 1959 en Pozoblanco (Córdoba) por un grupo de ganaderos que decidieron comprar materia prima para alimentar y criar a su ganado. Cuenta con unos 4500 socios ganaderos de tres comarcas fundamentalmente, Los Pedroches, Valle del Guadiato y el Valle de Alcudia. En 2021 facturó 690 millones de euros.

## Expansión
Abrió su primera fábrica de piensos e inició su actividad láctea en 1966, con el tiempo, su ámbito de desarrollo se ha ido extendiendo por las comunidades autónomas de Andalucía, Extremadura y Castilla-La Mancha, a través del Valle de los Pedroches y el Valle del Guadiato, en Córdoba; las comarcas de La Serena y La Siberia, en Badajoz; el Valle de Alcudia, en Ciudad Real; y la Cooperativa Ovipor, en Huelva.
Su primer presidente fue Ricardo Delgado Vizcaíno, que dirigió la cooperativa hasta su muerte (1959-1994). Le siguieron en la presidencia Tomás Aránguez (1994-2008) y Ricardo Delgado Vizcaíno, hijo del presidente fundador (2008- hasta hoy).
La condición de interproveedor de leche de la empresa de supermercados Mercadona contribuyó a que el área de lácteos lidere las ventas de COVAP, con el 47% del total (345 millones de litros fabricados), seguida de alimentación animal, que supuso el 31% de la facturación total (una producción de más de 597 millones de kilos). La actividad cárnica, que incorpora cebaderos, cerdo ibérico y matadero, representó el 21% del total del negocio, con datos de 2018.[cita requerida]

## Datos de facturación de COVAP (2002-2021)
Con datos de la cooperativa, en 2002 facturó 177 millones de euros. Desde entonces, el crecimiento ha sido constante. En 2019 llegó a 476 millones. En 2021 facturó 690 millones.
| Facturación de COVAP entre 2002 y 2019 (en millones de euros) |
| ------------------------------------------------------------- |
|                                                               |
| Fuente: COVAP                                                 |
| Gráfica elaborada por: Wikipedia                              |